# Söhnstetten

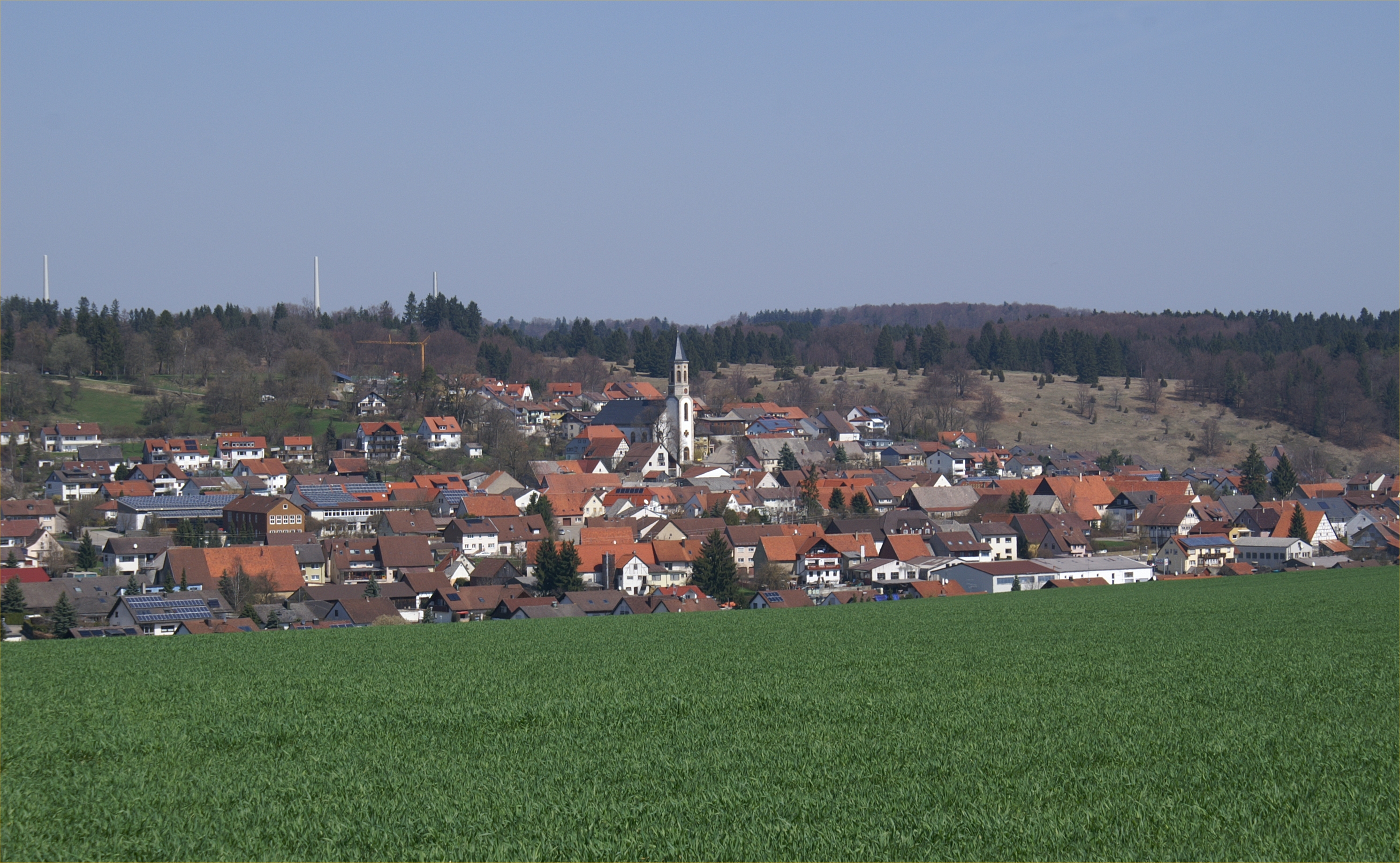
Söhnstetten

Söhnstetten ist ein Dorf im westlichsten Teil des Landkreises Heidenheim, das seit 1971 zur Gemeinde Steinheim am Albuch gehört. Der Ortsteil hatte am 31. Dezember 2022 (zusammen mit dem Dudelhof) 1671 Einwohner.

## Geographie

### Geographische Lage
Der 10. Längengrad verläuft exakt durch die kleine Ortschaft Söhnstetten. Es leben heute etwa 1800 Einwohner in dem ländlich geprägten Ort auf der Schwäbischen Alb. In einer Talspinne gelegen, vereinen sich das Wental, Mauertal, Brenzenhauser Teich, Eseltal und Frontal zum Stubental. Weltberühmt in Fachkreisen ist diese Gegend wegen ihrer Entstehung durch einen Meteoriteneinschlag, der auch das Steinheimer Becken schuf (in dessen Mitte die Stadt Steinheim am Albuch liegt).
Das Dorf Söhnstetten grenzt westlich, nur ca. 30 m höher liegend, direkt an das Trockental Mauertal an. Dieses Tal, ebenso wie alle weiteren, genannten Nebentäler, das Wental und die drei von Süden kommenden Trockentäler entwässerten ursprünglich über das Stubental in die Brenz. Vier Zuflüsse, zwei bei Söhnstetten, sowie das Wental und das Ugental erhielten in den 1950er Jahren hohe Erddämme, um die im Mündungsbereich des Stubentals wachsende, große Stadt Heidenheim vor eventuellen Hochwassermassen zu schützen.

## Geschichte

### Entstehung und Entwicklung

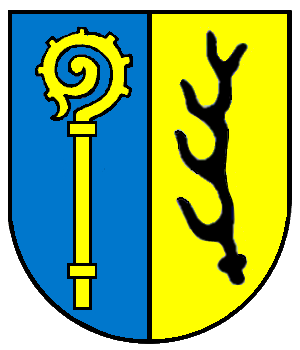
Wappen von Söhnstetten

Die erste Ortsnennung findet sich 1143 in einer Urkunde des Klosters Anhausen unter dem Namen Sanstetin und später Sensteten (1243). Doch es ist davon auszugehen, dass Söhnstetten schon viel früher existierte. Im Zuge der Völkerwanderung kamen um 160 n. Chr. die Markomannen aus Böhmen und zwei Jahre später die Chatten. Daraus bildete sich ein Stammesbund der Alemannen, die sich später selbst Sueben (Schwaben) nannten. Sie gründeten vom 3. bis 6. Jahrhundert Siedlungen mit den Namensendungen auf …ingen oder …heim (wie Steinheim).
Durch die Zeiten des Siedlungsausbaus, vor allem im 7. Jahrhundert, entstanden Nachbarorte mit Namensendungen auf …hausen, …hofen oder …stetten. So ist davon auszugehen, dass auch zu dieser Zeit Söhnstetten gegründet wurde. Üblicherweise hatte der Ortsname den Namen des Gründers, des Anführers, oder des Ortsherren. Der Gründer Söhnstettens (damals noch Sanstetin) hatte den Namen Sano. Später nannten sich die Dorfadligen „Herren von Söhnstetten“. Vor allem das Kloster Anhausen hatte Besitztümer in Söhnstetten. Doch auch die Herren von Rechberg-Weißenstein, die Stadt Gmünd, das Kloster Herbrechtingen und die Herrschaft Württemberg besaßen mehrere Güter. Im 16. Jahrhundert schmolz allerdings die Zahl der Besitzherrschaften, da das Kloster Königsbronn durch Kauf- und Tauschgeschäfte Söhnstetten regelrecht aufkaufte. So gehörte bis zur Eingliederung in das Oberamt Heidenheim im Jahre 1806 der größte Teil (7/8) dem Kloster Königsbronn und 1/8 der Herrschaft Württemberg. Deshalb besaß Söhnstetten bis zu dieser Zeit zwei Schultheißenämter. Diese Trennung ist bis heute noch im Wappen von Söhnstetten sichtbar. Der Abtstab, links im Wappen, deutet auf das Kloster Königsbronn hin. Die Hirschstange rechts ist das Symbol für Württemberg.

### Reformation

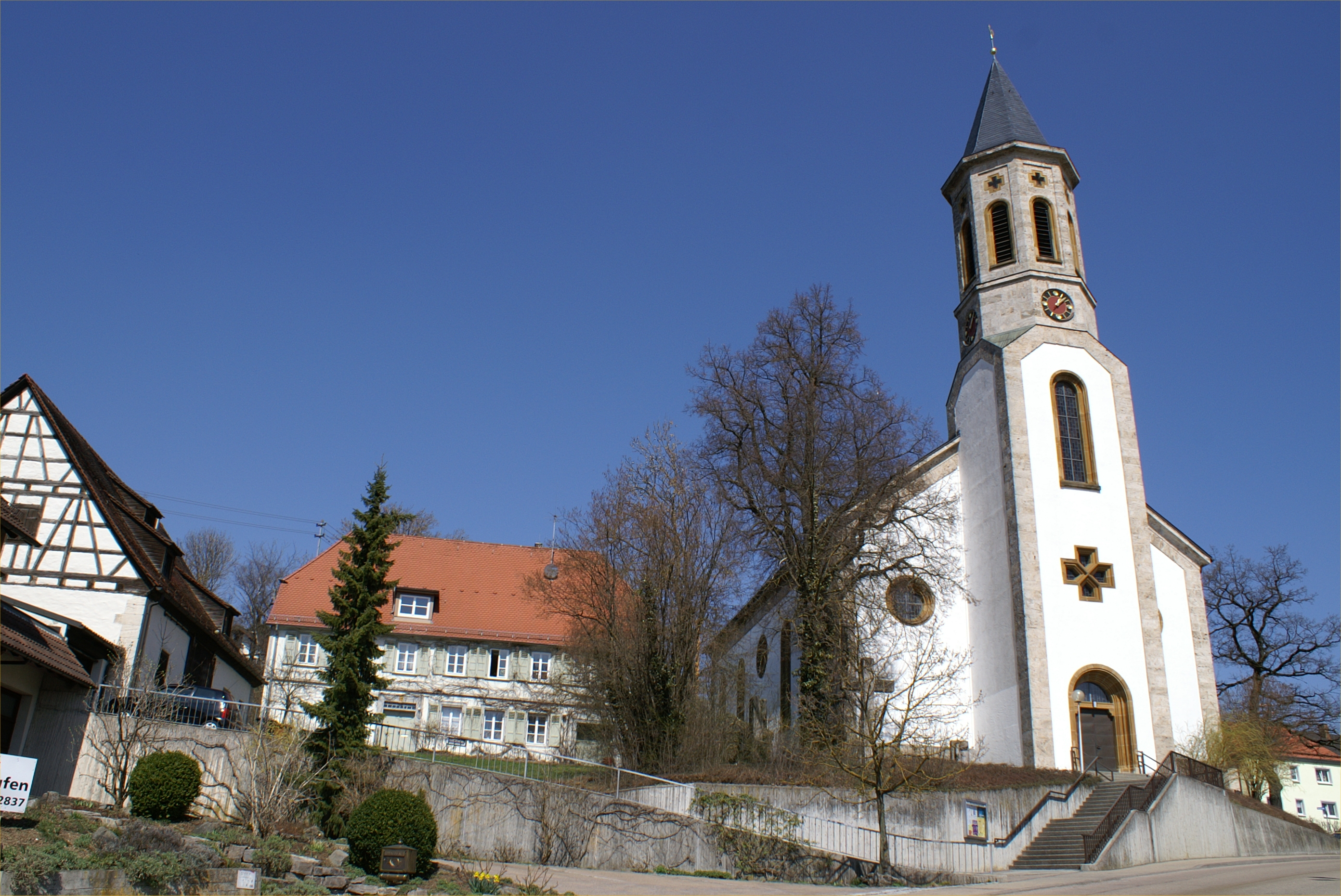
Martinskirche (rechts) und evang. Pfarrhaus (Mitte) von Süden

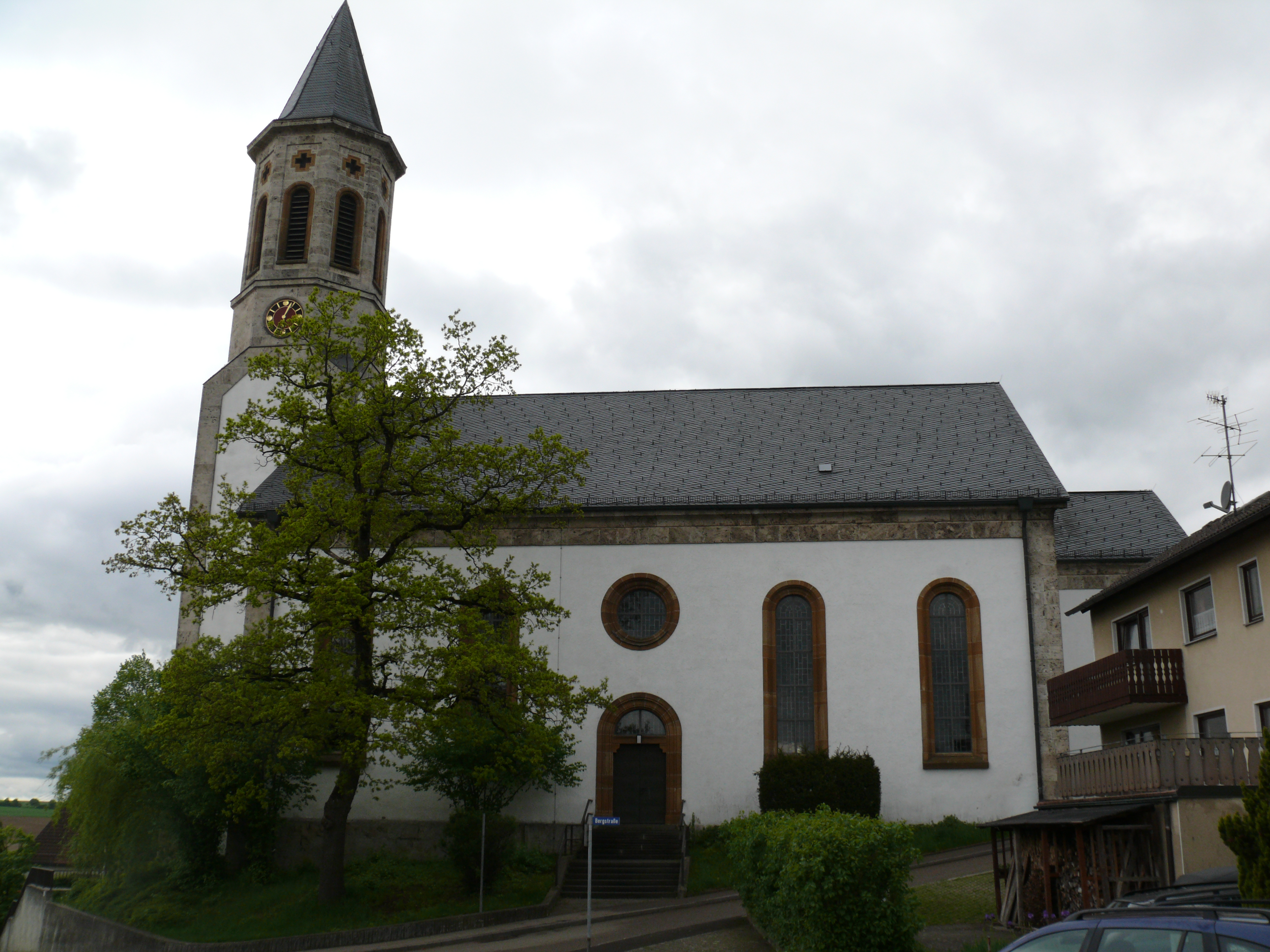
Ostseite der Martinskirche

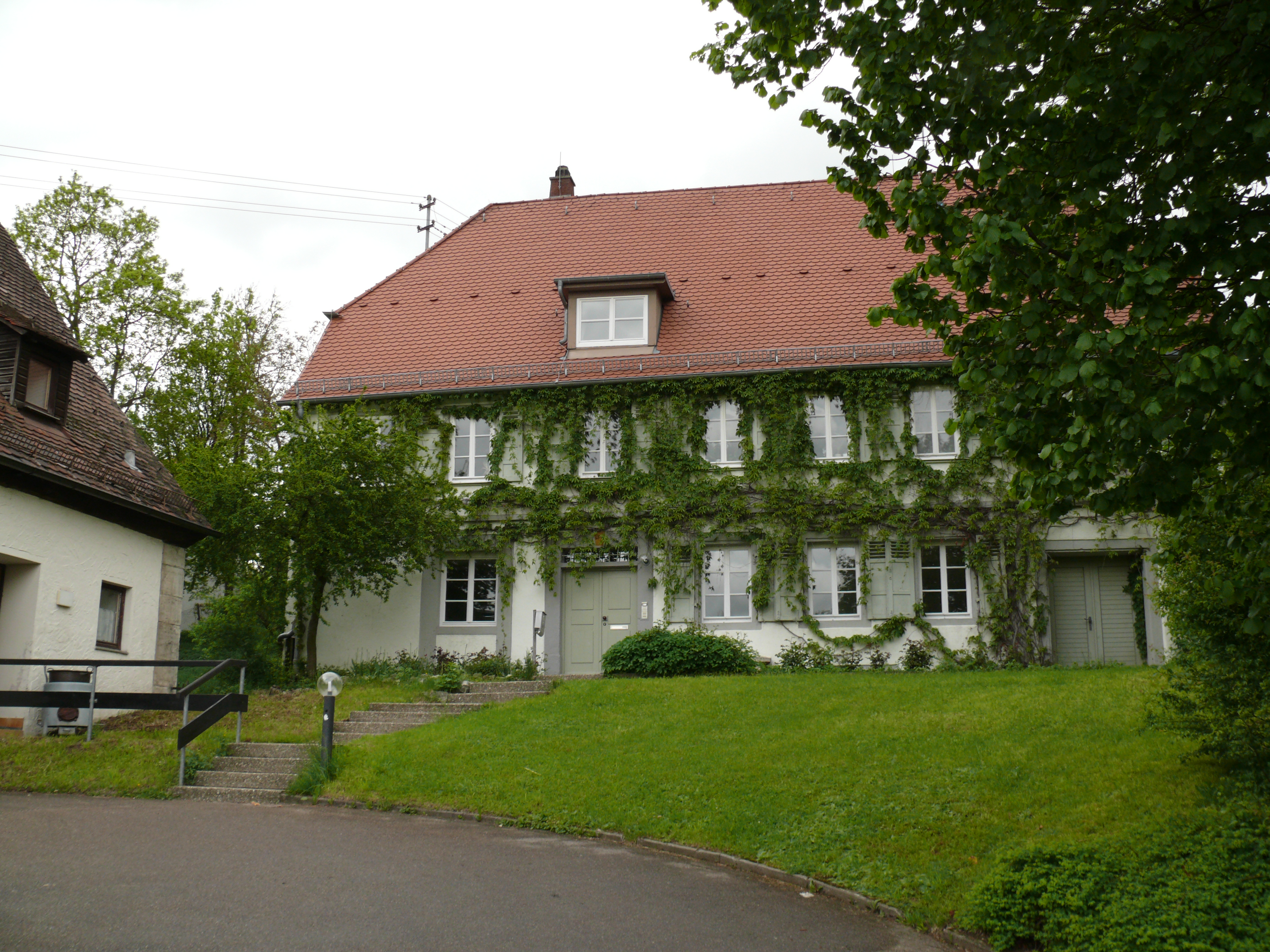
Das evangelische Pfarrhaus (Südseite)

Durch das Kloster Königsbronn wurde Söhnstetten ein streng katholischer Ort. 1534 eroberte Ulrich nach dem Sieg gegen den österreichischen Statthalter von Württemberg das Land zurück und somit begann 1534 in der Herrschaft Heidenheim, darunter Herbrechtingen und Anhausen, die Reformation. Allerdings gelang es Ulrich nicht, das Kloster Königsbronn zu reformieren, da dieses unter kaiserlichen Schutz stand. So war Söhnstetten bis zu dieser Zeit noch ein „katholischer Fleck“. Doch dies änderte sich, als ein Mönch namens Thomas Frech, der als Abt nach Söhnstetten geschickt wurde, seinen Glauben änderte und Luthers Gedanken annahm. Die Söhnstetter folgten dem Gedanken, da „in jener Zeit die neue Lehre und insbesondere das Wort Luthers von der Freiheit eines Christmenschen dem Denken der bäuerlichen Bevölkerung entgegenkam.“ Somit wurde das Dorf für kurze Zeit evangelisch. Dies änderte sich aber schon wieder, als Frech aufgrund seiner Glaubensänderung von Söhnstetten wegversetzt wurde und erneut ein neuer, katholischer Abt in die Pfarrei Söhnstetten einzog. Auch dies währte nur kurz, da 1553 unter Herzog Christoph, dem Sohn Ulrichs, das Kloster Königsbronn und alle dazugehörigen Gemeinden evangelisch wurden. In den folgenden achtzig Jahren wechselte der Glaube noch dreimal, bis 1634 Söhnstetten durch den Dreißigjährigen Krieg komplett abbrannte.

### Dreißigjähriger Krieg
Da Söhnstetten an einer Handelsstraße lag, marschierten im Dreißigjährigen Krieg immer wieder feindliche und freundliche Truppen durch das Dorf. Für diesen Krieg galt der Grundsatz: Der Krieg ernährt den Krieg. Das bedeutet, dass Truppen von der Bevölkerung des Gebietes versorgt werden mussten. Nach der verlorenen Schlacht der evangelischen Truppen von Nördlingen 1634 plünderten Sieger und Besiegte im ganzen Gebiet. Söhnstetten brannte komplett ab. Die wenigen Überlebenden flohen größtenteils in den Nachbarort Gussenstadt. So wird in etlichen Einträgen der Kirchenbücher Gussenstadts davon berichtet: „1653, den 23. Januar, mussten die hiesigen Einwohner und die der benachbarten Orte wieder die Flucht ergreifen. Häufig verließ die ganze Einwohnerschaft das Dorf. Gussenstadt war, wenn auch von viel Trübsal heimgesucht, doch etwas besser dran. Es konnte sogar vorübergehend für viele Einwohner von Söhnstetten, Altheim und Gerstetten eine Zuflucht sein. […] Die Sterbensrate stieg damals in eine unerhörte Höhe. Räubereien, Erpressungen, Schändungen, Mord und Totschlag, Pest und sonstiges unsagbares Elend kennzeichneten die Zeit des Dreißigjährigen Krieges.“ Erst im Jahre 1657 begann die Wiederbesiedlung Söhnstettens. Vor allem aus den Nachbarorten, aber auch aus der Schweiz und aus Österreich kamen die Menschen wieder zurück.

### 18. Jahrhundert
Nachdem ein halbes Jahrhundert Frieden herrschte, gab es ab 1701 wieder Krieg. Der Spanische Erbfolgekrieg dauerte von 1701 bis 1714, wobei für Söhnstetten die Jahre 1703 und 1704 die schlimmsten Leidensjahre waren. Da Württemberg an der Seite der Österreicher und Bayern an der Seite der Franzosen kämpfte, war vorauszusehen, dass sich die Kriegsheere im Söhnstetter Gebiet aufhalten würden, da der Ort genau im Grenzgebiet lag. So wird wie folgt berichtet: „Von 1701 bis 1704 lag das Schwäbische Kreisregiment zu Fuß unter Generalwachtmeister von Reischach im Herzogtum Württemberg Quartier, was viel Verpflegung forderte“ Weiter wird aus dem Nachbarort Gussenstadt berichtet: „…So kamen mehrere Husarenregimenter auf dem Marsch in die Winterquartiere teils über Nacht teils bloß über Mittag nach Gussenstadt; es haben 236 Husaren empfangen von Anfang Dezember 1703 bis Ende Mai […]“ Erst am 13. August 1704 besiegten die vereinigten Truppen des Markgrafen von Baden, des Prinzen Eugen von Savoyen und des Herzogs von Marlborough die Bayern und Franzosen. Der Prinz war vom Schwarzwald kommend am 2. August 1704 auch durch Söhnstetten marschiert. In den darauffolgenden friedlichen Jahren begann Söhnstetten von neuem aufzublühen. Dennoch standen die Bauern immer noch im Dienste ihrer Herren. Da Söhnstetten in einem vom Herzog bevorzugten Jagdgebiet lag, war es damals selbstverständlich, dass die männlichen Bewohner des Dorfes ohne Vergütung bei einer Jagd mitzuwirken hatten. Zur damaligen Verkehrslage ist es wichtig zu erwähnen, dass die Straße durch Söhnstetten aus politischen Gründen vernachlässigt wurde, da eine Verbindung von Heidenheim und Weisenstein für Bayern sowie für Ulm Nachteile gebracht hätte. Die Stadt München wäre ansonsten nicht mehr an der Hauptverkehrslinie Paris–Wien gelegen. Deshalb wurde im Staatsvertrag von Württemberg 1782 festgelegt, dass niemals eine Verbindung gebaut werden dürfe. Aber als dann ab 1793 wieder ein Krieg zwischen Franzosen und Österreicher ausbrach, musste Söhnstetten trotz „schlechter Lage“ mehrmals Truppen aufnehmen. „1794 im August lagen 840 gefangene Franzosen im Ort“. Dazu ist im Protokoll vermerkt worden: „Bezahlt wurde nichts“. Am 11. August plünderten Franzosen auf ihrem Rückzug Söhnstetten komplett aus. Auch im Jahre 1706 ist von Plünderungen der Franzosen zu berichten. Zu diesem Leid wurde das Dorf immer wieder von Seuchen heimgesucht. So wird aus Gussenstadt berichtet: „Um Bartholomä kam eine Viehseuche in den Ort, die sogenannte Übergälle, an der bis gegen Weihnachten hin und über 300 Hornvieh fielen.“ Viel anders hat es in Söhnstetten mit hoher Wahrscheinlichkeit auch nicht ausgesehen. Auch 1805 und 1806 zogen Franzosen unter Napoleons Befehl plündernd durch das Dorf.

### 19. Jahrhundert
Bis zum Beginn des 19. Jahrhunderts gehörte Söhnstetten zu sieben Achtel zum evangelischen Klosteramt Königsbronn und zu einem Achtel zum Amt Heidenheim. Nach Auflösung des Klosteramts 1806 kam ganz Söhnstetten zum Oberamt Heidenheim.
Gleich zu Beginn des 19. Jahrhunderts wird von mehreren Missernten und der daraus folgenden Hungersnot berichtet. Nachdem König Friedrich 1806 zum König von Württemberg gekrönt wurde, errichtete man ein einheitliches Steuersystem. „Dazu war eine genaue Vermessung jeder einzelner Parzelle des ganzen Landes Voraussetzung.“ Dies wurde in Söhnstetten 1830, mit Hilfe von Steinen, die jedes Grundstück von dem darauffolgenden genau abgrenzten, vorgenommen. Damit wurde zum ersten Mal das genaue Eigentum jedes Bewohners festgelegt und gesichert. Außerdem wurde 1840–1842 die Verkehrsverbindung mit Weisenstein aufgenommen. Zusätzlich wollte man die Eisenbahnstrecke Stuttgart-Ulm ursprünglich über Söhnstetten leiten. Doch 1906 beschloss man dann doch, die Verbindung über die Nachbarorte Gerstetten-Amstetten zu legen. Söhnstetten blieb nur die Bitte um Erbauung einer Bahn. Interessant ist die soziale Struktur des Dorfes zu dieser Zeit: „So lebten 1100 Bürger, darunter 4 Bäcker. 1 Gipser, 3 Schreiner, 4 Schmiede, 3 Metzger, 4 Wagner, 1 Sattler und Tapezier, 3 Zimmermeister, 4 Maurer, 8 Schuhmacher, 3 Schneider, 15 Weber, 2 Küfer, 5 Kaufläden, 1 Bierbrauerei, 6 Wirtschafte, 1 Molkerei, 3 Fruchthändler, 1 Bretterhandlung, 2 Kunstdünger-, Mehl- und Samenhandlungen.“ Dies zeigt, dass sich Söhnstetten komplett selbst versorgen konnte.

### Erster Weltkrieg
Als am 1. August 1914 der Erste Weltkrieg ausbrach, war man in ganz Deutschland begeistert. So machte auch Söhnstetten keine Ausnahme. Mit der Versprechung, dass alle Soldaten bis spätestens Weihnachten wieder siegreich zurückkommen würden, meldeten sich auch in Söhnstetten viele Freiwillige. Aber am Ende des vierjährigen Krieges kehrten 40 Söhnstetter nicht mehr aus dem Krieg zurück.

### Drittes Reich
Zu der Reichstagswahl am 31. Juli 1932 besaß der Wahlkreis Heidenheim nicht weniger als 35 Parteien; die stärkste Partei bildeten die Sozialdemokraten. In den anderen Gemeinden, darunter auch Söhnstetten, bekam der Bauern- und Weingärtnerbund einen großen Teil der Stimmen. In Söhnstetten wählten von 574 Wahlberechtigten, davon 374 abgegebenen Stimmen, 146 Einwohner die Nationalsozialisten. An zweiter Stelle kam der Bauern- und Weingärtnerbund mit 120 Stimmen. Die SPD erhielt lediglich 38 Stimmen. Bei der letzten freien Wahl vom 6. November 1932 übernahm die NSDAP im Kreis die Mehrheit. Erstaunlich ist, dass in Söhnstetten die Stimmenzahl für die Nationalsozialisten abnahm. Trotzdem bildete die NSDAP die Mehrheit mit 104 Stimmen, da der Bauern- und Arbeiterverein nur noch 90 Stimmen erhielt. Ansonsten lassen sich so gut wie keine Angaben aus Söhnstetten zu dieser Zeit machen, da ein Großteil der Bevölkerung Bauern waren. Der normale Alltag war ein Überlebenskampf, was Zeitzeugen berichten.
Bei der Kreisreform während der NS-Zeit in Württemberg gelangte Söhnstetten 1938 zum erweiterten Landkreis Heidenheim.

### Zweiter Weltkrieg
Im Zweiten Weltkrieg wurde Söhnstetten nur einmal aus der Luft angegriffen. Dabei wurden zwei Häuser durch Bomben zerstört und acht weitere beschädigt. Trotzdem litt die Söhnstetter Bevölkerung auch in diesem Krieg sehr, hat sie doch 66 gefallene und 14 vermisste Männer zu beklagen. Die Namen dieser Soldaten sind in eine Steintafel an der Martinskirche eingemeißelt. „Jedes Jahr wird ihrer gedacht mit dem Wunsch, dass sich diese Tragödien nicht wiederholen mögen.“ Am 24. April 1945 wurde Söhnstetten kampflos von Teilen der 63.-US-Infanterie-Division eingenommen.

### Nachkriegszeit bis heute
1945 wurde der Ort wie auch der gesamte Landkreis Heidenheim Teil der Amerikanischen Besatzungszone und gehörte somit zum neu gegründeten Land Württemberg-Baden, das 1952 im jetzigen Bundesland Baden-Württemberg aufging.
In den Jahren nach 1945 kamen viele Heimatvertriebene nach Söhnstetten. So wurde aus dem bäuerlichen Dorf eine beliebte Wohngegend. Dieser Aufschwung kommt besonders in der Einwohnerzahl zum Ausdruck. So lebten bei der Volkszählung 1939 nur 1010 Einwohner im Ort. Im Vergleich dazu sind es heute (2004) schon ca. 800 Menschen mehr. Ein weiterer Grund für den starken Anstieg der Einwohnerzahl ist sicherlich, dass Söhnstetten an der B 466 liegt, einer Bundesstraße, die durch Städte wie Heidenheim an der Brenz oder Göppingen führt, und deshalb Söhnstetten ein beliebter Ort für Pendler wurde. Aber auch Firmen wurden in dem Ort ansässig. Ein Beispiel ist der Steinbruch Wager, der seit 1952 an Gustav Wager verpachtet wurde und Rohstoffe für die Bauwirtschaft liefert. Ein weiterer wichtiger Betrieb ist die Hirsch-Brauerei, seit 1896 im Familienbesitz.
Am 1. Januar 1971 wurde Söhnstetten nach Steinheim am Albuch eingemeindet.

## Persönlichkeiten
- Johann Friedrich Hobbahn (1693–1767), evangelischer Geistlicher und Dekan in Bietigheim
- Christian Karl August von Haas (1779–1841), Theologe
- Friedrich Heinrich Kern (1790–1842), Geistlicher, Theologe und Hochschullehrer
- Gottlob Christian Kern (1792–1835), Geistlicher, Theologe und Kirchenlieddichter
- Friedrich Krauß (1835–1921), Fabrikant und Naturforscher